# Emmenosperma cunninghamii
Emmenosperma cunninghamii là một loài thực vật có hoa trong họ Táo. Loài này được Benth. mô tả khoa học đầu tiên năm 1863.